# خافي نوبلخاس
خافي نوبلخاس (بالإسبانية: Francisco Javier García-Noblejas Hernanz)‏ هو لاعب كرة قدم إسباني في مركز ظهير ‏، ولد في 18 مارس 1993 في مدريد في إسبانيا. شارك مع منتخب إسبانيا تحت 19 سنة لكرة القدم. أما مع النوادي، فقد لعب مع خيتافي ب وريال سبورتينغ خيخون وريال مدريد ج وريال مدريد كاستيا ونادي ألباسيتي ونادي إلتشي ونادي خيتافي ونادي قرطبة وناك بريدا.

## وصلات خارجية
- خافي نوبلخاس على موقع قاعدة بيانات كرة القدم.إي يو (الإنجليزية)
- خافي نوبلخاس على موقع Soccerway.com (الإنجليزية)
- خافي نوبلخاس على موقع عالم كرة القدم.نت (الإنجليزية)
- خافي نوبلخاس على موقع AS.com (الإسبانية)